# Federigo Tozzi
Federigo Tozzi (Siena, 1 de enero de 1883- Roma, 21 de marzo de 1920) fue un escritor italiano. Durante mucho tiempo no reconocido, fue revalorizado 
solo muchos años después de su muerte y ahora es considerado uno de los más importantes escritores italianos del siglo XX, con una enorme bibliografía crítica.

## Biografía
Federigo Tozzi nace en Siena el 1 de enero de 1883, siendo hijo de Federico (conocido como Ghigo del peñasco) y Annunziata, mujer muy tranquila pero de endeble salud. El padre de Federigo era de orígenes campesinos, poseía una trattoria o cantina en la plaza de la Abadía de Siena y dos solares en los alrededores de la misma ciudad; era un hombre muy hábil en los negocios pero bastante rudo: Sus momentos de cólera y su desprecio hacia la cultura provocaron muchos traumas en el muchacho, dotado de una sensibilidad fuera de lo común.
Los contactos del jovencito Tozzi con la escuela se revelaron rápidamente difíciles. Federigo Tozzi frecuentó la escuela elemental en un seminario y seguidamente en el colegio arzobispal de Provenzano del cual fue expulsado en 1895, año en que falleció su madre; se inscribió entonces en la escuela de Bellas Artes donde transcurrió tres años bastante borrascosos. En 1898 se inscribe en la Escuela Técnica, tentando en el siguiente año una primera fuga de su casa.

Empero, estudiando de un modo discontinuo y muy desordenado, desarrolló un gran amor por la literatura, comenzando a frecuentar la Biblioteca Comunal de Siena donde formó su cultura abierta a los más diversos influjos, sobre todo a aquellos de la moderna psicología (William James). Luego de unas últimas desilusiones, en 1902 abandonó para siempre los estudios regulares.
En el mismo año de 1902 comienza el intercambio epistolar con una joven llamada "Annalena", senhal o alias que la novela Novale ha luego demostrado escondía la identidad de la futura mujer de Tozzi: Emma Palagi. Siempre en estos años mantiene también una relación con otra mujer: Isola, la "Ghisola" de "Con los ojos cerrados".

La primera obra con algún éxito realizada por Tozzi fue en versos y la tituló "Ciudad de la Virgen", seguidamente deviene curador y compilador de algunas antologías de antiguos escritores sieneses.

Queriendo alejarse de Siena, en 1907 comenzó a trabajar en el ferrocarril que une Florencia con Pontedera, tras esta experiencia nace el diario llamado "Recuerdos de un empleado".

Volvió a Siena a causa de la muerte de su padre en 1908 y, desde entonces, inició la redacción de sus novelas más famosas: Los ojos cerrados, El poder, Bestias (este último quizás el mejor de sus libros). En el mismo año 1908 contrae matrimonio con Emma Palagi y junto a ella comienza su real actividad literaria; inicialmente lo hace mediante el reordenamiento de la correspondencia amorosa con Emma, publicada luego con el título de "Novale". De 1911 es "La zampoña verde". En 1913 fundó junto a su amigo Giuliotti la revista quincenal llamada La Torre.
En aquel mismo período Tozzi se transfirió a Roma con la esposa y con el hijo de ambos -Glauco-, comenzando a colaborar en diversos jornales y en varias revistas literarias, mientras Italia entraba en la Primera Guerra Mundial. En 1915 publica "Bestias", colección de prosas breves para el periódico Editore Treves. En el mismo año, y a causa de la guerra, Tozzi decide colaborar en la Cruz Roja.
También en aquel período Tozzi logra finalmente afirmarse como escritor y entrar en contacto con los mayores literatos e intelectuales italianos de entonces (desde Panzini a Pirandello y Borgese); no obstante su vida no era para nada fácil. Pirandello y Borgese fueron quienes más creyeron en él. En 1919 Tozzi había por fin publicado "Con los ojos cerrados" que al siguiente año fue puesto en escena como ópera con el nombre de "Tres cruces"; asimismo es en 1920 que publica "Egoístas" novela autobiográfica referida al ambiente literario romano.

"Con los ojos cerrados" es considerada como una de las novelas más expresivas de la postguerra inmediata a la Primera Guerra Mundial. Tozzi accede a la notoriedad cuando Pirandello juzgó un capolavoro (obra maestra) su ópera "Tres cruces". Era esto a inicios de 1920, poco después Tozzi murió de pulmonía.
Federigo Tozzi dejó la mayoría de sus obras inéditas o en todo caso dispersas entre periódicos y revistas; correspondióle a su hijo Glauco el reordenamiento de tal material que así fue en parte publicado póstumamente: "El poder" (editado en 1921), "Los egoístas" (editado en 1923) y "Recuerdos de un empleado" (en 1927).

El escritor sienés Federigo Tozzi recién comienza a ser conocido por el gran público a partir de los 1960.

## Tozzi y elpsicoanálisis
La obra de Tozzi, evaluada en su totalidad, señala una etapa importante en las historia narrativa italiana del "Novecento" (siglo XX), porque proponiendo una forma de literatura totalmente replegada en la interioridad del sujeto humano se coloca entre la disolución del naturalismo decimonónico y las nuevas dimensiones poéticas y psicoanalíticas (desde el simbolismo hasta las reminiscencias prustianas). Aunque Tozzi no conoce a Freud llega a conclusiones análogas porque es un escritor "primitivo" que tiene "antenas" para captar fenómenos culturales muy amplios; está así dotado de una gran intuición. En efecto; sin demasiados instrumentos se proyecta en otra realidad. Sí, en efecto, Tozzi se interesa mucho por la psicología, pero no hace psicoanálisis: es la mismísima realidad (o mejor dicho lo real) que se le impone con violencia de pesadilla, de incubo, el incubo de la experiencia personal que luego transporta a sus obras.

## Obras y crítica
Las obras de Tozzi exigen una cierta madurez de lectura (es así como se puede entender su derivación entre el socialismo y un cristianismo místico). Los obstáculos que se encuentran en su prosa frecuentemente impiden una comprensión fácil; en ocasiones es inconstante, nada hace para "encantar" al lector. El principal obstáculo es la profunda tristeza del mundo que describe. Tozzi requirió colaboraciones para superar en algo tales barreras tal como ocurre en su poética. Característica de muchas de sus realizaciones es el poner frente al lector, mediante el recurso de la primera persona, a través de los ojos de los campesinos, las experiencias de vida de las áreas rurales en la Italia de fines de s XIX e inicios de s XX.

Una de las mayores cualidades de Tozzi es aquella por la cual logra ser persuasivo narrando vicisitudes y vivencias mínimas. En todas sus novelas los protagonistas son los perdedores, los vencidos o los "ineptos", sobre los cuales Tozzi proyecta su sentimiento trágico de la vida. Aquí resulta casi obvia una vinculación con Kafka: Ambos presentan un despiadado autobiografismo, una relación conflictiva con los parientes (por ejemplo con el padre -"padre-padrone" o padre patrón) y una más sutil pero muy conflictiva relación con la madre y así con el Otro.

## La Siena de Tozzi: una ciudad simbólica
El estado anímico es clave para la "lectura" de una ciudad y por esto mismo, las descripciones urbanas pueden ser un criterio para interpretar las más famosas novelas de Tozzi.

Tras la muerte del autor una parte de la crítica (Borgese, Russo etc.) pone el acento principalmente en la confrontación del modelo verista y regionalista de la obra de Tozzi, aunque así -con tal crítica- se pierde el auténtico objetivo de la obra tozziana.

Esto es, aquel de representar las vicisitudes psíquicas que llevan a sus personajes hacia la "ineptitud". En cambio algunos intelectuales (como los del grupo literario italiano Solaria) buscaron recuperar una perspectiva mucho más amplia al reconocer en las temáticas desarrolladas por Tozzi nexos con grandes escritores como Kafka, Musil, Joyce, Mann, Svevo y Proust.
La crítica moderna resalta otros aspectos de Tozzi, tales como el expresionismo, la representación alucinada de la realidad, las "patologías psíquicas" de los personajes, la aparente centralidad del ego y el realismo-simbólico.
Tozzi -en efecto- utiliza las formas tradicionales del realismo para expresar su particular visión de la realidad (en especial la problemática atinente a la "ineptitud" -como una inadaptación-, a la dificultad de vivir, la pequeñez a la cual están reducidos los humanos), para tal objetivo profundiza el ámbito en donde vive, esto es: Siena (o sino Roma en Los Egoístas).
La obra tozziana, como hace notar el crítico Pasquale Voza (1985), es una incesante interacción entre bocadillos regionales y significados universales (tal expresión fue dicha por el mismo Tozzi), donde el microcosmos se dilata hasta englobar al macrocosmos.
También el aspecto autobiográfico es en ocasiones puesto en el centro de la producción de este autor; aunque pasa a un segundo plano sin por ello perder su importancia: es solamente otra metáfora que sirve para imponer con fuerza y angustia la noción de la dificultad de vivir.
Muy evidente, en efecto, es la analogía "físico-psíquica" entre la ineptitud, la torpeza anímica de muchos personajes de las novelas de Tozzi y la descripción de algunos recorridos por Siena. la realidad provinciana en la cual se mueven los personajes es el trasfondo para su destino de soledad y "ceguera".

Estaba días enteros, sólo; en casa; mirando con la cara contra los vidrios, el sutil rectangular azul entre los techados. Aquel azul tonto, así lejano, le daba cólera.[...] Y entonces sentía el vacío de aquella soledad recluida en uno de los más antiguos palacios de Siena, totalmente deshabitado, con la torre trunca sobre el tétrico Arco de los Rossi; en medio de las casas obscuras e inertes, una apretada a la otra, con blasones esculpidos que nadie conocía más, de familias desaparecidas
Con los ojos cerrados

Aun cuando también Siena le ofrece mejores y más bellos aspectos, estos solamente sirven como fondo de contraste con la psicología de los personajes, agudizando directamente su sentido derrotista de la vida:

Marchaba hacia la ciudad sobre la cual se acumulaba una dulzura de azul, entre las colinas, la una más suave que la otra. Aquella belleza maravillosa le humillaba.
Con los ojos cerrados

La relación entre Tozzi y su ciudad natal ha sido siempre ambivalente, podría asemejarse a esa ansiedad del enamorado que se sabe traicionado. Tozzi ha amado a Siena en sus callejones torcidos, en sus baratillos, en sus plazas airosas o en sus altivas torres; pero de Siena siempre ha buscado huir, ya sea por las pocas oportunidades que ofrecía (aún como hoy), ya sea para evadirse de aquello que Siena le representaba en su Imaginario, esto es: la tradición, la inmovilidad, el tedio.
Siena resulta en la descripción de Tozzi como un habitus, como una droga estupefaciente, un narkótikon que apaga toda iniciativa provocando inanidad en sus habitantes.

Una droga de la cual él no logrará jamás liberarse, ni siquiera en contacto con otras ciudades más grandes (Florencia, Roma). Esta relación conflictiva caracteriza asimismo los comportamientos de muchos de los personajes descritos por Tozzi, de este modo el autor hace escenografías de "alto coeficiente pictórico", además de realizar un "proyecto especulativo dirigido a interpretar el destino de sus personajes" (Jeuland-Meynaud, 1991).
En toda la obra de Tozzi, pero especialmente en "Con los ojos cerrados", parece solo existir el mundo interior del personaje: Todo aquello que le es externo es solamente la dilatación de la interioridad del protagonista. El humano y sus emociones devienen la medida y la dimensión del mundo, un poco como en Malraux, Sartre, Arlt, Camus, Durrell y otros de la llamada literatura existencialista.
La percepción así resulta más importante que el objeto percibido; el personaje es aquel que filtra las cosas a través de sus estados de ánimo. Así frecuentemente las descripciones son alucinadas porque la escisión está dentro del personaje mismo que no puede llegar a distinguir la dimensión interior de aquella que le es externa. Precisamente esta "disgregación psíquica" lleva a los personajes tozzianos a la inepcia y a la incapacidad de accionar y reaccionar.

## Principales obras
Años de edición
- La zampoña verde (1911)
- Novale (1914)
- Bestias (1915)
- Con los ojos cerrados (1918)
- Tres Cruces (1920)
- El poder (1921)
- Los egoístas (1923)
- Recuerdos de un empleado (1927)
- La imaginación y otros cuentos. (1946)